# Igor Aramowitsch Ter-Owanessjan
Igor Aramowitsch Ter-Owanessjan (russisch Игорь Арамович Тер-Ованесян, engl. Transkription Igor Ter-Ovanesyan; * 19. Mai 1938 in Kiew) ist ein ehemaliger sowjetisch-russischer Leichtathlet armenischer Herkunft, der in den 1960er Jahren zweimal einen Weltrekord im Weitsprung erzielte.

## Leben
Igor Ter-Owanessjan errang im Verlauf seiner langen sportlichen Karriere fünfzehn sowjetische Meistertitel, zwölf im Weitsprung und drei im 4-mal-100-Meter-Staffellauf. Als erster Europäer sprang er mehr als acht Meter weit. Es gelang ihm 1962 mit 8,31 m einen Weltrekord aufzustellen, bei den vorolympischen Wettbewerben in Mexiko-Stadt egalisierte er mit den bestehenden Weltrekord von Ralph Boston. Daneben erreichte er zwei Europarekorde im Freien und sieben Europarekorde in der Halle, deren letzter für 28 Jahre Bestand hatte. Zwei olympische Bronzemedaillen und fünf Medaillen bei Europameisterschaften, darunter drei goldene, waren seine größten Erfolge bei internationalen Wettkämpfen.
Ursprünglich wollte Ter-Owanessjan Zehnkämpfer werden. Nachdem er 1956 seine Ausbildung am Institut für Körperkultur in Lwow beim dortigen Hochschulverein Burwestnik begonnen hatte, konzentrierte er sich jedoch zuerst auf den Stabhochsprung. Sein erster Trainer dort war der Stabhochsprungspezialist W. Saporaschanow. Im Jahr 1954 stellte er in der Altersklasse der Junioren seinen ersten Rekord auf. Zwei Jahre später folgte mit 7,74 m im Weitsprung sein erster sowjetischer Rekord und 1957 der erste Gewinn einer Meisterschaft.
Während seiner aktiven Laufbahn wog der 1,86 m große Ter-Owanessjan 78 kg.
Im Jahr 1999 bezeichnete Ter-Owanessjan in einem Interview mit PBS das staatliche Doping-Programm der DDR als einen Fall von „guter Medizin“, es sollte daher nicht verurteilt werden.

## Erfolge

### Olympische Spiele
- 1956 in Melbourne: Im Finale nach drei übergetretenen Sprüngen ausgeschieden.
- 1960 in Rom: Bronze mit 8,04 m hinter Ralph Boston mit 8,12 m und Bo Roberson mit 8,11 m, beide USA
- 1964 in Tokio: Bronze mit 7,99 m hinter dem Briten Lynn Davies mit 8,07 m und Ralph Boston mit 8,03 m
- 1968 in Mexiko-Stadt: Vierter mit 8,12 m hinter Bob Beamon mit 8,90 m, Klaus Beer (DDR) mit 8,19 m und Ralph Boston mit 8,16 m
- 1972 in München: Als 13. des Vorkampfs ausgeschieden.

### Europameisterschaften
- 1958 in Stockholm: Gold mit 7,81 m vor den Polen Kazimierz Kropidłowski mit 7,67 m und Henryk Grabowski mit 7,51 m
- 1962 in Belgrad: Gold mit 8,19 m vor den Finnen Rainer Stenius und Pentti Eskola, beide mit 7,85 m
- 1966 in Budapest: Silber mit 7,88 m hinter dem Briten Lynn Davies mit 7,98 m und vor dem Franzosen Jean Cochard mit 7,88 m
- 1969 in Athen: Gold mit 8,17 m vor Lynn Davies mit 8,07 m und Tõnu Lepik (UdSSR) mit 8,04 m
- 1971 in Helsinki: Silber mit 7,91 m hinter Max Klauß (DDR) mit 7,92 m und vor dem Polen Stanisław Szundrowicz mit 7,87 m

### Europameisterschaften in der Halle
- 1966 in Dortmund: Gold mit 8,23 m vor den beiden Deutschen Armin Baumert mit 7,79 m und Joachim Eigenherr mit 7,60 m
- 1968 in Madrid: Gold mit 8,16 m vor Tõnu Lepik (UdSSR) mit 7,87 m und dem Deutschen Bernhard Stierle mit 7,59 m
- 1971 in Sofia: Silber mit 7,91 m hinter Hans Baumgartner mit 8,12 m und vor dem Rumänen Vasile Sărucan mit 7,88 m

### Europacups
- 1965 in Stuttgart: Gold mit 7,86 m vor dem Franzosen Jean Cochard mit 7,52 m und Hans-Helmut Trense (Bundesrepublik Deutschland) mit 7,51 m
- 1967 in Kiew: Gold mit 8,14 m vor dem Polen Andrzej Stalmach mit 7,88 m und Josef Schwarz (Bundesrepublik Deutschland) mit 7,85 m

### Universiaden
- 1961 in Sofia: Gold mit 7,90 m vor Takayuki Okasaki mit 7,67 m und dem Bulgaren Iwan Iwanow mit 7,58 m
- 1963 in Pôrto Alegre: Gold mit 7,95 m vor Wolfgang Klein (Bundesrepublik Deutschland) mit 7,70 m und dem Kubaner Carlos Diaz Martinez mit 7,45 m
- 1965 in Budapest: Gold mit 8,19 m vor dem Briten Lynn Davies mit 7,89 m und Oleg Alexandrow (UdSSR) mit 7,53 m

### Rekorde
- Weltrekord mit 8,31 m am 10. Juni 1962 in Jerewan, russ. Ереван
- Hallenweltrekord mit 8,23 m 1966 in Dortmund
- Weltrekord mit 8,35 m am 19. Oktober 1967 in Mexiko-Stadt (Egalisierung des Weltrekords von Ralph Boston)[2]

## Familie
„Fürst Igor“, wie der hochgewachsene, schwarzhaarige Athlet gern genannt wurde, stammt aus einer sportlichen Familie.
- Eltern: Aram Awetissowitsch Ter-Owanessjan, von Beruf Professor für Sport-Pädagogik und als Diskuswerfer erfolgreich, und Walentina Iwanowna Iljinskaja, die Volleyball und Tennis spielte. Beide waren Absolventen des Instituts für Körperkultur in Moskau, wo Igor aufwuchs.
- Geschwister: Wiktorija, verheiratete Ter-Owanessjan-Misula.
- Ehefrau und Kinder: Igor Ter-Owanessjan hat aus seiner ersten Ehe mit Margarita Jurjewna Jemeljanowa, einen Sohn und eine Tochter. Mit seiner zweiten Frau Olga Arturowna Klein hat er eine weitere Tochter namens Jana, geboren 1982.[3]

## Berufliche Tätigkeit
- 1971: Promotion in Pädagogik
- 1972–1976: Assistent des Cheftrainers der Verwaltung Leichtathletik beim Sportkomitee der UdSSR
- 1976–1978: Erster Trainer der Gewerkschaftsschule für Spitzensport
- 1978–1983: Weitsprung-Nationaltrainer
- 1983–1989: Cheftrainer der Nationalmannschaft
- 1989–1992 Präsident des sowjetischen Leichtathletik-Verbands
- 1991: Mitgliedschaft im Rat der IAAF
- 1993–2000 stellvertretender Vorsitzender des Komitees der Russischen Föderation für Körperkultur, Sport und Touristik
- 1996 Professur am Lehrstuhl für Theorie und Methodik der Leichtathletik an der Russischen Staatsakademie für Körperkultur
- 2000: Präsident des Fonds „Sport kontra Drogen“
- 2001: Vorsitzender des Hauptrats der Nationalmannschafts-Trainer beim Sportkomitee der Russischen Föderation

Igor Ter-Owanessjan lebt heute in Moskau.